# Árpád Antal
Árpád Antal (n. 24 iulie 1925, Lunga, județul Trei-Scaune, România – d. 6 iulie 2010, Cluj-Napoca, România) a fost un scriitor, istoric literar și profesor de istorie literară maghiar din România.